# Number 1's
#1's je osmé album americké zpěvačky Mariah Carey, které vyšlo v listopadu 1998. Je to první výběrové album této zpěvačky a obsahuje celkem třináct písní, které se dostaly na první místo americké prestižní hitparády Billboard Hot 100. Deska obsahuje i několik nových písní. Ve Spojených státech se album stalo pětkrát platinové a debutovalo v první pětce albové hitparády.
Nejvýraznější novou písní na albu je song When You Believe, který nazpívala společně s Whitney Houston. Píseň se objevila i na soundtracku k filmu Princ egyptský.
All Music Guide na album nešetřilo chvály a označilo je za skrz na skrz zábavné. Naopak časopis NME udělil Mariah pouze jednu hvězdu z deseti a napsal: „Bojím se Mariah Carey. Zásobuje váš žaludek přehršlí cukru...“
Píseň When You Believe získala dvě nominace na cenu Grammy Award.

## Seznam písní
1. Sweetheart (feat. Jermaine Dupri) – 4:25 videoklip
2. When You Believe (feat. Whitney Houston) – 4:36 videoklip
3. Whenever You Call (feat. Brian McKnight) – 4:23 videoklip
4. My All – 3:52 videoklip
5. Honey – 5:00 videoklip
6. Always Be My Baby – 4:20 videoklip
7. One Sweet Day (feat. Boyz II Men) – 4:42 videoklip
8. Fantasy – 4:54 videoklip
9. Hero – 4:20 videoklip
10. Dreamlover– 3:54
11. I'll Be There (feat. Trey Lorenz) – 4:25 videoklip
12. Emotions – 4:10 videoklip
13. I Don't Wanna Cry – 4:49 videoklip
14. Someday – 4:07
15. Love Takes Time – 3:49
16. Vision of Love – 3:31 videoklip
17. I Still Believe – 3:56 videoklip

### Bonusy
1. Without You – 3:35 videoklip
2. Do You Know Where You're Going To? (Theme from Mahogany) – 3:47
3. All I Want for Christmas Is You – 4:01 videoklip

## Umístění
| Hitparáda      | Umístění |
| -------------- | -------- |
| USA            | 4        |
| Japonsko       | 1        |
| Brazílie       | 4        |
| Francie        | 2        |
| Kanada         | 6        |
| Itálie         | 5        |
| Velká Británie | 10       |
| Německo        | 10       |
| Španělsko      | 7        |
| Nizozemsko     | 13       |
| Švédsko        | 8        |
| Austrálie      | 6        |
| Norsko         | 6        |
| Švýcarsko      | 3        |
| Rakousko       | 6        |
| Nový Zéland    | 13       |
| Maďarsko       | 15       |